# Општина Средишче об Драви
Општина Средишче об Драви (словен. Središče ob Dravi) је једна од општина Подравске регије у држави Словенији. Седиште општине је истоимено насеље Средишче об Драви.

## Природне одлике
Рељеф: Општина Средишче об Драви налази се у источном делу Словеније, у словеначком делу Штајерске. Јужна и источна граница општине је истоврено и државна граница са Хрватском. Подручје општине је прелазно подручје између бреговите области Словенских Горица и равничарске долине реке Драве.
Клима: У општини влада умерено континентална клима.
Воде: Најважнији водоток у општини је Драва, која је и граница према Хрватском. Такође, општина је најниже постављена словеначка општина на реци Драви. Сви остали водотоци су мали и притоке су Драве.

## Становништво
Општина Средишче об Драви је средње густо насељена.

## Насеља општине
| - Годенинци - Грабе - Обреж - Средишче об Драви - Шаловци |